# العودة إلى صهيون
العودة إلى الصهيون (عبرية: שיבת ציון, شيڤت صيون، أو שבי ציון, شڤي صيون، بمعنى عائدين صهيون) هو مصطلح يشير إلى الحدث الذي عاد اليهود فيه إلى ما تسمي بدولة إسرائيل في العصر الحديث من النفي البابلي بعد المرسوم الذي أصدره الإمبراطور الفارسي كورش الكبير، الفاتح الإمبراطورية البابلية في 538 ق، أيضا معروف باسم إعلان كورش.
كانت أول مرة صيغ المصطلح بعد تدمير الهيكل الثاني، ويعزى ذلك إلى عودة اليهود من النفي البابلي إلى أرض إسرائيل بعد تدمير الهيكل الأول، وبعد مرسوم كورش الكبير.
معنى كتاب المقدس «العودة إلى صهيون»، عليا، وفي وقت لاحق استعار من الحدث القديم، واعتمد بوصف هجرات جميع اليهود إلى دولة إسرائيل في العصر الحديث. وبدأت عاليا الحديثة في نصف القرن 19، إلى يافا، من أتباع الحاخام يهوذا بيباص والحاخام يهوذا الكالاي، المعروفة باسم رائد صهيون (מבשרי ציון) رواد الصهيونية الحديثة، حتى بقية العاليوت (جمع من عليا) قد أقيموا بعد قيام دولة إسرائيل.
وتألفت الفترة ما بين العودة إلى صهيون الكتاب المقدس والحديث من عدة محاولات لمجموعات صغيرة في الهجرة إلى دولة إسرائيل في العصر الحديث، ويمكن تقسيم هذه الفترة تقريبا إلى فئتين: واحد لعليا في العصور الوسطى، وخلال فترة عصر النهضة، والآخر لعليا خلال العصر الحديث (القرن 18 وبداية القرن 19).

## النفي البابلي
سيطرت الإمبراطورية البابلية الجديدة تحت حكم نبوخذ نصر الثاني على مملكة يهوذا بين عامي 597-586 قبل الميلاد ودمرت الهيكل الأول في القدس. وفقًا للكتاب المقدس العبري، تم تجبر الملك الأخير ليهوذا، الملك صدقيا، على مشاهدة مقتل أبنائه، ثم تم نقله وتعذيبه عن طريق نزع عينيه ونفيه إلى بابل.

## العودة إلي صهيون

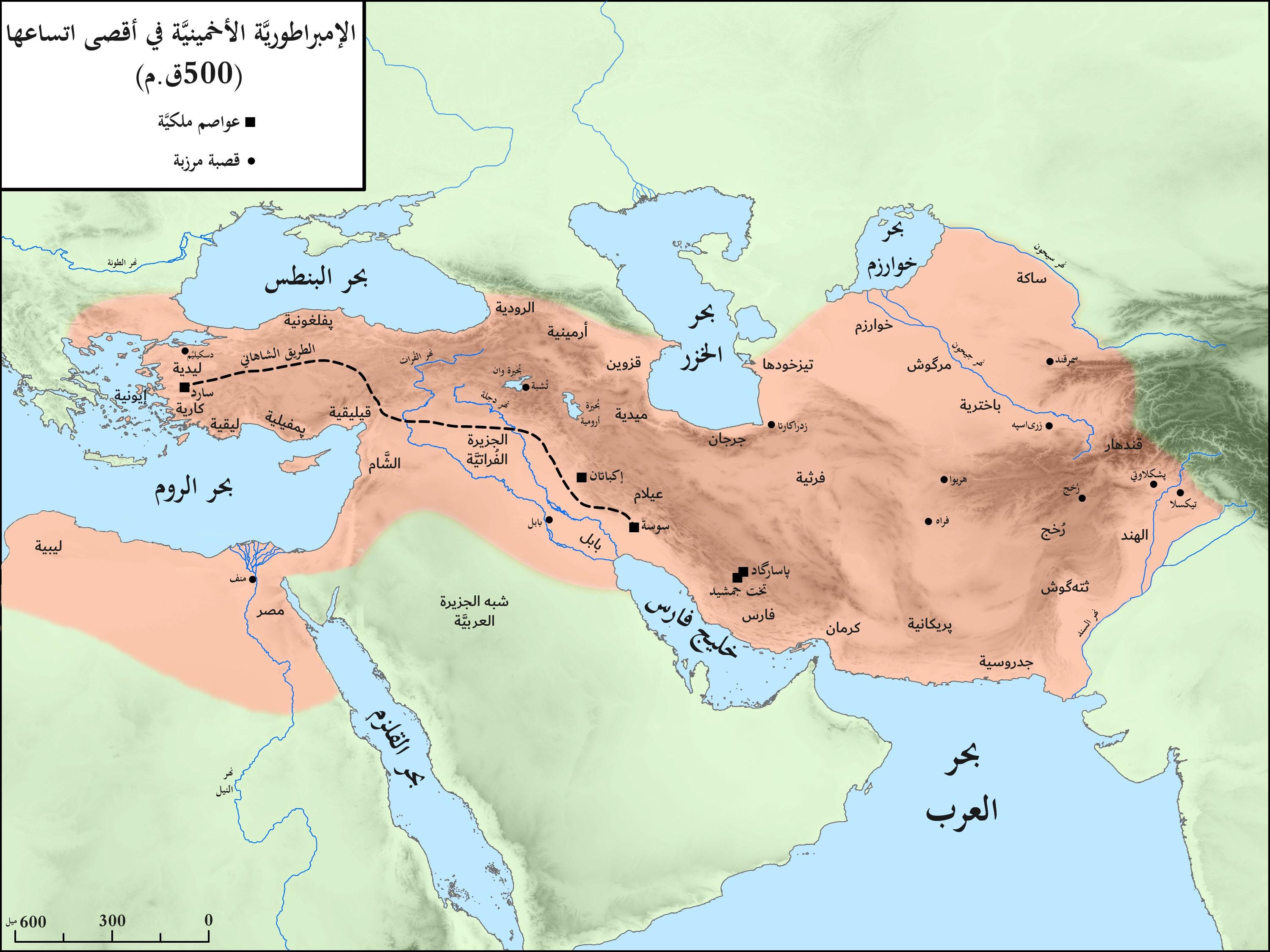
الإمبراطورية الأخمينية

وفقًا لكتب عزرا ونحميا، بعد عدة عقود في عام 538 قبل الميلاد، سُمح لليهود في بابل بالعودة إلى أرض يهوذا بموجب مرسوم من كورش. في البداية، عاد حوالي 50,000 يهود إلى يهوذا بعد مرسوم كورش كما هو موثق في كتاب عزرا، بينما بقي معظمهم في بابل. فيما بعد، عاد عدد غير محدد من المنفيين من بابل مع عزرا. لقد عرفت عملية عودة المنفيين إلى يهوذا على مدى السنوات الـ110 التالية باسم "عودة إلى صهيون"، وهي حدث ألهم اليهود منذ ذلك الحين.

### يهود مديناتأ
استقروا المعتمدون في ما أصبح يعرف بـ "يهود مدينة" أو ببساطة "يهود". كانت يهود مدينة مقاطعة يهودية ذات حكم ذاتي تحت حكم الإمبراطورية الأخمينية، التي حتى أصدرت عملاتها اليهودية المعتمدة والمحفورة بثلاثة حروف Y-H-D.

## كما ذكر بالكتاب العبري
وفقًا لسفر عزرا وسغر نحميا في الكتاب العبري، حدثت عودة إلى صهيون في عدة موجات: تلك التي تعود لششبزار، زروبابل، عزرا ونحميا.

### العودة الاولي:عودة ششبزار
يصور كتاب عزرا أولاً عودة ششبزار بأمر من الملك الفارسي كورش:
ثم أخرجها كورش ملك فارس بيد مثردات الخزانة وعددها لششبزار رئيس يهوذا...
— سفر عزرا 1: 7-8،11

### العودة الثانية:عودة زروبابل
الهجرة الثانية التي وردت في سغر عزرا هي هجرة زروبابل وشملت 42,360 شخصًا، دون الخدم أو الخادمات. من بينهم، كان هناك 24,144 رجلًا عاديًا (57٪) و 12,452 امرأة وأطفال (29٪). كما كان هناك 4,289 كاهنًا (10٪)، و 74 العربية لاويون، و 128 لاويًا مغنيًا، و 139 لاويًا بوابًا، و 392 خدم معبد نثينيم. تم إكمال العدد بواسطة 652 شخصًا من أصل غير معروف وآخر 90 غير محدد. قام إضافة 7,337 خادمًا وخادمة بزيادة عدد السكان إلى 49,697. كانت حيواناتهم العاملة تشمل 736 حصانًا (واحد لكل 68 شخصًا)، و 246 بغلًا (واحد لكل 202)، و 435 جملًا (واحد لكل 114)، و 6,720 حمارًا (واحد لكل 7).

### العودة الثالثة:عودة عزرا
الهجرة الثالثة كانت بقيادة عزرا الكاتب، حيث أوضح التلمود أنه تأخر في عودته إلى يهوذا للبقاء مع ربه، باروخ بن نيريا، و الذي كان تلميذًا مشهورًا لدي لإرميا الذي كان عجوزا وغير قاد علي السفر لشدة ضعفة. عاد عزرا بموافقة الحكومة الفارسية مع ترخيص لإنفاق جميع التبرعات على هيكل سليمان أو كما يعرف بالهيكل المقدس . كما سمح له بنقل الآنية المقدسة المعادة إلى الهيكل، وأصدر مرسومًا يخصص لها أموالًا حكومية، وقمحًا، ونبيذًا، وزيتًا. بالإضافة إلى ذلك، تم إعفاء جميع من خدموا في الهيكل المقدس، الكهنة واللاويين والنتينيم، من الضرائب، وتم تفويض عزرا بتعيين قضاة ومحكمين وتعليم شريعة الله لشعب يهوذا، بالإضافة إلى السلطة القضائية لفرض عقوبات مثل الحجز أو النفي أو الإعدام.

### العودة الرابعة:عودة نحميا
الهجرة الرابعة كانت بقيادة نحميا، الذي حصل على إجازة لإعادة بناء القدس وإصلاح جدرانها. مُنح إذنًا لقطع الأشجار وكان يرافقه جنود فارسيون. بسبب الأزمة الاقتصادية في يهوذا، واجه نحميا أزمة عامة خلال إصلاح جدران القدس. سمع نحميا شكاوى الشعب اليهودي وغضب من "الربحية الوقحة" للنبلاء والمسؤولين اليهود، خاصة أولئك الذين يخدمون في الهيكل المقدس الذين كانوا معفيين من الضرائب الفارسية الثقيلة. نظم نحميا جلسة استماع عامة وحث النبلاء على استعادة الحقول والبيوت المصادرة ومسامحة القروض كان الأول في فعل ذلك، معلنًا أنه وزملاؤه القريبين سيسامحون ديونهم. وضع النبلاء تحت القسم للوفاء بوعودهم. في اليوم الخامس والعشرين من شهر أيلول في التقويم العبري، بعد 52 يومًا من بدء العمل، تم الانتهاء من بناء الجدار الهيكل بأكمله.

## مصدر
1. ↑  "Cyrus". مؤرشف من الأصل في 26 أبريل 2013. اطلع عليه بتاريخ أغسطس 2020. {{استشهاد ويب}}: تحقق من التاريخ في: |تاريخ الوصول= (مساعدة)
2. 1 2  عهد الهيكل الثاني نسخة محفوظة 23 يوليو 2018 على موقع واي باك مشين.
3. ↑  The Return to Zion (538-142 BCE) | Jewish Virtual Library نسخة محفوظة 09 أكتوبر 2016 على موقع واي باك مشين.
4. ↑  "The Return to Zion" | Jewish Virtual Library نسخة محفوظة 11 نوفمبر 2016 على موقع واي باك مشين.
5. ↑  The Land of Promise- The Return to Zion
6. ↑  "Temple of Jerusalem | Description, History, & Significance | Britannica". www.britannica.com (بالإنجليزية). 1 Mar 2024. Archived from the original on 2023-10-20. Retrieved 2024-03-03.
7. ↑  "2 Kings 25 at chabad.org". مؤرشف من الأصل في 2023-08-30.
8. ↑  Ezra 2:64–65
9. ↑  http://hirr.hartsem.edu/ency/jews.htm نسخة محفوظة 2018-06-24 على موقع واي باك مشين. , the "population" section of this article estimates a pre-exilic population of 1.8 million in Israel and Judah combined. referenced on 6/26/2018.
10. ↑  Ezra 8:1–32
11. ↑  Psalms 126
12. ↑  Ezra 2
13. ↑  Babylonian Talmud: Order Moed, Tractate Megillah 16b 

Megilah PDF in English نسخة محفوظة 2010-11-24 على موقع واي باك مشين. on page 65 of 127, (last paragraph before footnotes), see last footnote on next page also.
14. ↑  Ezra 7
15. ↑  Nehemiah 2
16. ↑  Nehemiah 5
17. ↑  Nehemiah 6:15